# Le Bauç
Le Bauç (francès Vaux) és un municipi occità del Lauraguès, en el Llenguadoc, del departament francès de l'Alta Garona, a la regió d'Occitània.